# Bronzé d'Amérique
Lycaena hyllus
Espèce
Le Bronzé d'Amérique (Lycaena hyllus) est un insecte lépidoptère de la famille des Lycaenidae de la sous-famille des Lycaeninae et du genre Lycaena.

## Dénomination
Lycaena hyllus a été nommé par Pieter Cramer en 1775.
Synonymes : Papilio hyllus Cramer, [1775]; Chrysophanus thoe ; Dyar, 1903.

### Noms vernaculaires
Le Bronzé d'Amérique se nomme Bronze Copper en anglais.

## Description
Le Bronzé d'Amérique est un petit papillon d'une envergure de 23 à 48 mm au dessus des ailes présente un fort dimorphisme sexuel. Chez le mâle le dessus est de couleur marron cuivré orné de petits points marron  et chez la femelle les ailes antérieures sont orange cuivré bordées de marron et orné de taches marron. Dans les deux sexes l'aile postérieure est bordé d'orange avec une ligne marginale de points marron.
Le revers est des antérieures est de couleur orange bordé de gris clair orné de points noirs, celui des postérieures de couleur gris-clair orné de points noirs et d'une bande sub-marginale orange,,.

### Chenille
La chenille, de couleur vert jaunâtre est ornée d'une bande foncée sur le dos.

## Biologie

### Période de vol et hivernage
Il vole en deux générations entre juin et septembre dans le nord et l'ouest de son aire, en trois générations entre mai et novembre ailleurs.
Il hiverne à l'état d'œuf.

### Plantes hôtes
Les plantes hôte de sa chenille sont des Rumex,  Rumex crispus,  Rumex longifolius,  Rumex obtusifolius, Rumex orbicutatus et  Rumex patientia et des Polygonum, Polygonum coccineum et Polygonum natans,.

## Écologie et distribution
Le Cuivré Bronzé d'Amérique est présent dans le centre de l'Amérique du Nord. Au Canada il est présent sous-forme d'un isolat en Colombie-Britannique et en bordure de la frontière avec les États-Unis au sud de l'Ontario et du Québec. Aux États-Unis il est présent du Montana à l'Océan Atlantique. Ses limites de résidence sont l'est de l'Idaho, le Wyoming, le [Colorado], le Kansas, le Missouri, le Kentucky, la Virginie-Occidentale et la Pennsylvanie. Il y a des isolats dans l'Utah, l'Oklahoma, l'Arkansas et le Mississippi,.

### Biotope
Il réside dans les prés humides.

### Protection
Pas de statut de protection particulier.